# Bavayia robusta
Bavayia robusta е вид влечуго от семейство Diplodactylidae. Видът е почти застрашен от изчезване.

## Разпространение
Разпространен е в Нова Каледония.

## Описание
Популацията на вида е стабилна.